# Ендогуров, Сергей Иванович
Сергей Иванович Ендогуров (1864—1894) — русский художник, акварелист, мастер классического пейзажа. Младший брат живописца Ивана Ендогурова. Работы художника находятся в собраниях Государственного Русского музея (Санкт-Петербург), Государственной Третьяковской галереи (Москва), в региональных музеях и галереях России.

## Биография и творчество
Родился 11 (23) сентября 1864 года в семье потомственного морского офицера, контр-адмирала Российского Императорского флота, Ивана Андреевича Ендогурова и Марии Фёдоровны Андреевой (урождённой Юрьевой, дочери адмирала Ф. А. Юрьева). Следуя примеру отца, С. Ендогуров окончил Морское училище (1884), затем служил морским офицером. Участвовал  в кругосветном плавании на клипере «Вестник» (август 1885 — июнь 1888).
В отличие от старшего брата Ивана, Сергей Ендогуров не получил специального художественного образования. Со временем он занялся акварельной живописью. С 1889 года стал членом Общества русских акварелистов, на выставках которого экспонировал свои работы.
Много путешествуя по стране и за рубежом, за свою недолгую жизнь он оставил большое количество акварелей с видами мест, в которых побывал: «Берег ручья» (1884, ГРМ), «Италия», «Пейзаж», «Ручеёк» (ок. 1889), «Мастерская И.С» (ок. 1889), «Морской вид в Норвегии» (1890, ГТГ), «Этюд с натуры» (ГРМ), «Залив Палермо» (1893, (ГТГ), «Утро на Онежском озере» (1890), «Последние листья» (1890), «Итальянский ландшафт», «Парголовское озеро», «Горный пейзаж», «Гавань в Аяччио» (1891), «Пруд, имение графа Платер» (ок. 1893), «Лебеди» (1893), «Зима на Корсике» (1894), «Река Пальон близ Ниццы» и многие др.
Умер 22 ноября (4 декабря) 1894 года, как впоследствии и его старший брат, от туберкулёза лёгких. Был похоронен на кладбище Воскресенского Новодевичьего монастыря. Его могила до настоящего времени не сохранилась.
В 1899 году, спустя год после смерти своего старшего сына,  вдова контр-адмирала И. А. Ендогурова М. Ф. Андреева на свои средства учредила при Императорской Академии художеств премию по разделу пейзажной живописи имени своих безвременно ушедших сыновей — братьев И. И. и С.И. Ендогуровых, — «За картину достойнейшему из пейзажистов». Премия вручалась за лучшее произведение пейзажной живописи, выполненное оканчивавшими курс Высшего художественного училища живописи, скульптуры и архитектуры при Академии, и считалась одной из самых престижных и материально значимых того времени (премия существовала до 1917).